# Manlio Rho
Manlio Rho (Como, 15 febbraio 1901 – Como, 7 settembre 1957) è stato un pittore italiano, considerato uno dei massimi esponenti dell'arte astratta in Italia.

## Biografia
Negli anni venti partecipa al clima di scambio culturale che coinvolgeva l'ambiente comasco entrando in contatto con le avanguardie dell'astrattismo europeo guidate da artisti quali Kandinskji e Malevic. Insieme con gli architetti Giuseppe Terragni e Alberto Sartoris e con il pittore Mario Radice getta le basi per la nascita del gruppo degli "astrattisti comaschi" a cui parteciparono anche, tra gli altri, Aldo Galli, Carla Prina e Carla Badiali. Tale esperienza fu uno degli episodi più omogenei nella storia dell'arte italiana del Novecento.
Dopo alcuni esperimenti figurativi Rho concepisce agli inizi degli anni trenta le sue prime opere astratte, rivelando fin da principio un puro senso del colore e dell'armonia delle forme. 
L'originalità della pittura di Rho consiste nella miracolosa sintesi fra una rigorosissima geometria, che farebbe pensare ad un'arte "fredda" analoga a quella dei suprematisti russi, e un moderato calore, tipicamente lombardo. È stato, insieme a Radice, uno dei pochi del suo tempo, a ricercare nella pittura astratta un concetto di spazio, attraverso l'uso delle figure poligonali, sempre presenti nelle opere con rapporti di divisione aurea, che ben conosceva, poiché legato intellettualmente alle ricerche architettoniche del Terragni, non a caso suo concittadino.  Le sue opere quindi sembrano costellate di prismi e piatte geometrie che si intersecano perfettamente, ma le gelide linee sono in realtà legate fra loro da una logica ben precisa e, per rendere tutto questo gradevole li rende risplendenti di colori tiepidi, con una tavolozza che attinge sovente all'ocra, ai verdi e ai marroni.
Nel 1935 è invitato ad esporre presso la Galleria del Milione di Milano.
Nel 1940 firma il "Manifesto del Gruppo futuristi primordiali Antonio Sant'Elia".
Nel 1947 espone alla mostra "Arte astratta e concreta" nelle sale di palazzo Reale a Milano.
Manlio Rho ha partecipato a numerose Biennali di Venezia: la prima presenza risale al 1940 con tre pitture all'interno della mostra "Futurismo italiano: gli aeropittori e l'aeroritratto simultaneo". Ancora nel 1942 partecipa alla Biennale nella "Mostra del futurismo italiano". È ancora presente a Venezia nel 1948, 1950, 1954, 1956, 1958, 1966 e nel 1986.
Nel 1955 gli è stato assegnato il Compasso d'Oro per una stampa di tessuto.
Opere di Manlio Rho sono presenti in numerosi musei e raccolte pubbliche. Una grande retrospettiva si è tenuta a Milano in occasione del centenario della nascita, e alcune sue opere sono state esposte nel 2007 sempre a Milano nelle mostre di Palazzo Reale "Kandinskji e l'astrattismo italiano" e "Camera con vista".
Il Catalogo generale delle sue opere è curato dal critico Prof. Luciano Caramel.
Il mercato delle opere di Manlio Rho è caratterizzato dalla scarsità dell'offerta, dovuta anche all'esiguo numero di quadri non ancora immobilizzato in collezioni pubbliche e dalla ridotta produzione dell'artista, scomparso in età relativamente giovane.
Un'importante opera inedita di Manlio Rho del 1940 è stata ceduta nel maggio 2007 da Sotheby's Milano in occasione di un'asta che ha fatto segnare il record italiano complessivo di vendita per un'asta di arte moderna e contemporanea.

## Manlio Rho nei musei
- Centro d'arte moderna e contemporanea CAMeC di La Spezia
- Civico Museo d'Arte Contemporanea di Milano
- Museo Revoltella di Trieste
- Pinacoteca di palazzo Volpi di Como